# Maik Twelsiek
Maik Twelsiek, né le 25 décembre 1980 à Lemgo en Allemagne est un triathlète professionnel, vainqueur sur triathlon Ironman.

## Biographie

### Vie privée
Maik est marié à l'ancienne triathlète américaine Hillary Biscay. Ils ont ensemble une fille et vivent à Tucson dans l'Arizona.

## Palmarès
Le tableau présente les résultats les plus significatifs (podium) obtenus sur le circuit national et international de triathlon depuis 2007.
| Année | Compétition           | Pays             | Position           | Temps           |
| ----- | --------------------- | ---------------- | ------------------ | --------------- |
| 2016  | Challenge Wanaka      | Nouvelle-Zélande | Médaille d'argent  | 8 h 40 min 48 s |
| 2013  | Ironman Lake Tahoe    | États-Unis       | Médaille d'argent  | 8 h 57 min 53 s |
| 2013  | Ironman Wisconsin     | États-Unis       | Médaille d'or      | 8 h 40 min 15 s |
| 2013  | Ironman Autriche      | Autriche         | Médaille d'argent  | 8 h 11 min 36 s |
| 2012  | Ironman St. George    | États-Unis       | Médaille d'argent  | 8 h 25 min 58 s |
| 2011  | TriStar111 Minnesota  | États-Unis       | Médaille d'or      | 3 h 12 min 45 s |
| 2011  | Ironman Coeur d’Alene | États-Unis       | Médaille d'argent  | 8 h 24 min 59 s |
| 2011  | Ironman St. George    | États-Unis       | Médaille d'argent  | 8 h 42 min 52 s |
| 2010  | Ironman Lake Placid   | États-Unis       | Médaille de bronze | 8 h 48 min 33 s |
| 2010  | Ironman Lanzarote     | Espagne          | Médaille de bronze | 8 h 42 min 52 s |
| 2009  | Ironman Lake Placid   | États-Unis       | Médaille d'or      | 8 h 36 min 37 s |
| 2009  | Bonn-Triathlon        | Allemagne        | Médaille d'or      | Timing          |
| 2008  | Bonn-Triathlon        | Allemagne        | Médaille d'or      | Timing          |
| 2007  | Ironman Wisconsin     | États-Unis       | Médaille d'or      | 8 h 52 min 49 s |